# Veronica Roth
Veronica Anne Roth (ur. 19 sierpnia 1988) – amerykańska powieściopisarka i autorka opowiadań, znana z debiutanckiej trylogii Niezgodna.

## Życie osobiste
Veronica Roth urodziła się 19 sierpnia 1988 roku w Nowym Jorku, a wychowywała głównie w Barrington w stanie Illinois. Jest najmłodszą z trójki rodzeństwa. Ma polskie i niemieckie korzenie. W 2011 wyszła za mąż za fotografa Nelsona Fitcha i mieszkają w okolicach Chicago. Jej matka, Barbara Ross, jest malarką.

## Publikacje
- The End and Other Beginnings (2019)
- The Chosen One (2020)

### TrylogiaNiezgodna
- Niezgodna (Divergent, 2011)
- Zbuntowana (Insurgent, 2012)
- Wierna (Allegiant, 2013)

### CyklNaznaczeni śmiercią
- Naznaczeni śmiercią (Carve the Mark, 2017)
- Spętani przeznaczeniem (The Fates Divide, 2018)